# اسماعیل ثقةالملک
میرزا اسماعیل خان ثقةالملک از سیاستمداران ایران در آغاز عصر مشروطیت است. او فرزند میرزا محمدعلی خان ثقةالملک می‌باشد.

## زندگی‌نامه
در ۱۲۷۵ (قمری) در تهران به دنیا آمد. در مدرسه‌های تهران و تبریز تحصیل کرد و برای ادامهٔ تحصیل به استانبول رفت و چند سالی مشغول تحصیل در حقوق، جغرافیا و علوم سیاسی بود. زبان‌های فرانسوی، ترکی استانبولی و عربی را آموخت و به تهران بازگشت. در ۱۲۹۶ (قمری) به استخدام وزارت امور خارجهٔ ایران در آمد و در این نهاد ترقی نمود. مدت‌ها ریاست ادارهٔ کابینهٔ وزارت امور خارجه را عهده‌دار بود و سپس رئیس ادارهٔ محاکمات گردید. مدتی نیز ریاست ادارهٔ عثمانی و ادارهٔ انگلیس را بر عهده داشت. وی در هنگام نهضت مشروطه مدیر کل وزارت امور خارجه گردید و پس از استبداد صغیر در زمان وزارت خارجه علاء السلطنه در سال ۱۲۸۸ به معاونت این وزارتخانه رسید. پس از استیضاح محمدعلی علاءالسلطنه توسط مجلس دوم برای مدت کوتاهی کفالت وزارت امور خارجه را بر عهده گرفت تا این که مجلس محمدابراهیم غفاری (معاون‌الدوله) را به وزارت امور خارجه برگزید.